# Aleksandar Zorić
Aleksandar Zorić, srbski kolesar, * 17. oktober 1925, Zemun, Kraljevina Srbov, Hrvatov in Slovencev, † 17. november 2000, ZDA.
Zorić je bil amaterski cestni kolesar. Njegov oče je umrl med drugo svetovno vojno, tudi sam je bil ranjen ob bombardiranju Beograda leta 1945 in je izgubil oko. Nastopil je na Poletnih olimpijskih igrah leta 1948 v Londonu, kjer pa je odstopil tako na posamični dirki, kot tudi na ekipni. Leta 1947 je osvojil naslov prvaka na jugoslovanskem državnem prvenstvu v cestni dirki, leta 1948 pa je bil tretji. Istega leta je zmagal na Dirki po Jugoslaviji in drugem delu prve izvedbe Dirke miru. Ta je edinkrat potekala v dveh ločenih delih, Zorić je zmagal v skupnem seštevku v smeri Praga—Varšava brez dosežene etapne zmage, bil pa je drugi v dveh etapah od skupno petih. Po končani športni karieri je delal kot kmetovalec, kasneje se je izselil v ZDA.